# 張志明 (臺灣)
張志明（1964年2月27日—），中華民國（台灣）政治人物、教育政策學者，臺灣宜蘭縣人，中國國民黨籍，美國明尼蘇達大學博士畢業，曾任臺東縣副縣長、花蓮縣副縣長、國立東華大學總務長、臺灣地方教育發展學會理事、國立東華大學花師教育學院教育行政教授暨系主任、臺東縣政府教育局長、花蓮縣政府教育局長。2019年國民黨徵召張志明參選臺東立委挑戰現任民進黨的劉櫂豪，結果敗選。

## 學歷
- 明尼蘇達大學教育政策與行政學博士

## 經歷
- 臺東縣副縣長（2018年12月25日－）
- 花蓮縣副縣長（縣長：謝深山）
- 台東縣教育局長
- 國立東華大學總務長
- 國立東華大學教育研究所教授

退出國民黨參選花蓮縣長（2009年）

## 選舉紀錄
| 年度 | 選舉屆數               | 選舉區       | 所屬政黨   | 得票數 | 得票率 | 當選標記 | 備註 |
| ---- | ---------------------- | ------------ | ---------- | ------ | ------ | -------- | ---- |
| 2009 | 第十六屆花蓮縣縣長選舉 | 花蓮縣       | 無黨籍     | 27,595 | 18.19% |          |      |
| 2020 | 第十屆立法委員選舉     | 臺東縣選舉區 | 中國國民黨 | 32,737 | 41.88% |          |      |

## 外部連結
- 張志明臉書